# Wâldrock
Le Wâldrock était un festival metal de taille moyenne (12 000 spectateurs pour l'édition la plus fréquentée) qui se déroulait sur une journée à Burgum, dans le nord des Pays-Bas. Sa programmation généraliste, sa taille relativement modeste et son déroulement sur une seule journée lui permettaient de se positionner comme un événement complémentaire de ses homologues plus importants comme le Dynamo Open Air ou le Graspop Metal Meeting.
Fondé en 1988, la dernière édition se déroule en 2009. L'organisation du festival explique sa décision d'arrêter le festival par la hausse du cachet demandé par les têtes d'affiche qui ne permet plus de garantir son équilibre financier.
Le 13 novembre 2013 un concert intitulé Wâdrock Reunion se déroule dans la salle des sports de Burgum. A l'affiche : Masterplan, Destruction, Evergrey, Izegrim, Holy Moses, Insurrection et Undawn.

## Programmation
Édition 2009
Cette édition se déroule le 13 juin 2009.
Napalm Death, Legion of the Damned, DragonForce, Blind Sight et Existence Denied se produisent la veille lors d'une pre-party.
Les groupes se produisant au festival sont : Motörhead, Heaven & Hell, Carcass, Papa Roach, Trivium, Epica, Voivod, The Black Dahlia Murder, Killswitch Engage, Bring Me the Horizon, Delain, Wolves in the Throne Room, Pilgrimz, Disintegrate
Prix du billet : 65€
Édition 2008
Cette édition se déroule le 5 juillet 2008.
| Wâldrock 2008 | Wâldrock 2008  | Wâldrock 2008      |
| Main Stage    | Tente          | Jägermeister stage |
| ------------- | -------------- | ------------------ |
| Slayer        | My Dying Bride | 1349               |
| Queensrÿche   | Lordi          | Hollenthon         |
| Life of Agony | Symphony X     | Strawelte          |
| Biohazard     | Morbid Angel   | Forbidden          |
| Rose Tattoo   | Death Angel    | Hail of Bullets    |
| Helmet        | Alchemist      | Death by Stereo    |
| Greyline      | Pagan's Mind   |                    |

Prix du billet : 60€
Édition 2007
Cette édition se déroule le 7 juillet 2007.
Longtemps indécise, l'organisation du festival décide finalement de maintenir le festival mais en réduisant la notoriété des têtes d'affiche.
W.A.S.P. se désiste quelques jours avant le festival, qui les remplace par Destruction.
Une troisième scène est ajoutée.
Melechesh, Delain, Escadron et Chiraw se produisent la veille lors d'une pre-party.
| Wâldrock 2007     | Wâldrock 2007      | Wâldrock 2007            |
| Grutte Pier       | Deade Pier         | Lytse Pier               |
| ----------------- | ------------------ | ------------------------ |
| Within Temptation | Dropkick Murphys   | Osdorp Posse & Laberinto |
| Moonspell         | Testament          | Terror                   |
| Meshuggah         | Destruction        | Marduk                   |
| Celtic Frost      | Obituary           | M.A.N.                   |
| Autumn            | Vader              | The Monolith Deathcult   |
| Gorerotted        | Moonsorrow         | One Bullet Left          |
| Aborted           | Dead Horse Running |                          |

Prix du billet : 50€
Édition 2006
Cette édition se déroule le 1er juillet 2006.
| Wâldrock 2006    | Wâldrock 2006     |
| scène principale | tente             |
| ---------------- | ----------------- |
| Motörhead        | Helloween         |
| Soulfly          | Nile              |
| Y&T              | After Forever     |
| Alice in Chains  | Kamelot           |
| Stone Sour       | Stream of Passion |
| DevilDriver      | Born from Pain    |
| Trivium          | Bloodsimple       |
| Chaboon          |                   |

Prix du billet : 50€
Édition 2005
Cette édition se déroule le 4 juin 2005.
Black Label Society devant annuler sa venue, les Français de Scarve, alors en tournée avec Meshuggah, sont rajoutés à l'affiche à la dernière minute.
| Wâldrock 2005                               | Wâldrock 2005    |
| scène principale                            | tente            |
| ------------------------------------------- | ---------------- |
| Megadeth                                    | Dimmu Borgir     |
| Dio                                         | Metal Church     |
| Accept (reformation avec Udo Dirkschneider) | Meshuggah        |
| Black Label Society Strapping Young Lad     | Soilwork         |
| Strapping Young Lad Scarve                  | Entombed         |
| Mastodon                                    | Epica            |
| Icepick                                     | Cephalic Carnage |

Prix du billet : 50€
Édition 2004
Cette édition se déroule le 19 juin 2004.
Testament annule sa participation en raison de l'hospitalisation de son guitariste. Ils continueront cependant leur tournée avec Steve Smyth qui les avait quittés deux mois plus tôt pour rejoindre Nevermore.
| Wâldrock 2004     | Wâldrock 2004    |
| scène principale  | tente            |
| ----------------- | ---------------- |
| Cradle of Filth   | My Dying Bride   |
| Twisted Sister    | Hatebreed        |
| Within Temptation | Cannibal Corpse  |
| Monster Magnet    | Exodus           |
| Fear Factory      | Moonspell        |
| Nevermore         | Finntroll        |
| Mortuary I.O.D.   | Transport League |

Prix du billet : 45€
Édition 2003
Cette édition se déroule le 21 juin 2003 devant 12 000 spectateurs.
Pour la première fois elle se déroule à guichet fermé.
Les groupes se produisant au festival sont : Iron Maiden, Type O Negative, HIM, Sepultura, Anthrax, Murderdolls, Madball, Killswitch Engage, Stratovarius, Peter Pan Speedrock, Clawfinger, Lacuna Coil, Annihilator, Blood for Blood, Devoted to Hate, Kataflak
Édition 2002
Une seconde scène est ajoutée, ce qui permet d'augmenter le nombre de groupes à l'affiche.
Les groupes se produisant au festival sont : Motörhead, Within Temptation, Kreator, Overkill, Hypocrisy, D.R.I., Tristania, Arch Enemy, Agnostic Front, Alec Empire, After Forever, Deströyer 666, Autumn, Akercocke et Room No. 13
Édition 2001
Les groupes se produisant au festival sont : Deftones, Suicidal Tendencies, Biohazard, Saxon, Devin Townsend, Apocalyptica, Opeth, Dark Funeral, Fantômas, Macabre et Spirit 84.
Édition 2000
Les groupes se produisant au festival sont : Slayer, Nashville Pussy, Motörhead, Marduk, Madball, Machine Head, The Kovenant, Demons & Wizards, Cro-Mags et Artvist.
Édition 1999
Cette édition se déroule le 3 juillet 1999 devant 6 000 spectateurs.
Les groupes se produisant au festival sont : Sepultura, S.O.D., Mercyful Fate, Immortal, HammerFall, In Flames, Altar, Urban Dance Squad, Deviate et My Minds Mine.
Édition 1998
Cette édition se déroule le 27 juin 1998 devant 8 000 spectateurs.
Marilyn Manson et Savatage annulent leur participation peu de temps avant la tenue du festival.
Les groupes se produisant au festival sont : Dream Theater, Paradise Lost, Soulfly, 2wo, Obituary, Dimmu Borgir et Pro-Pain.
Édition 1997
Cette édition se déroule le 28 juin 1997 devant 7 000 spectateurs.
Les groupes se produisant au festival sont : Megadeth, Rammstein, The Gathering, Biohazard, Cradle of Filth, Napalm Death, Grip Inc., Lagwagon et Cone.
Édition 1996
Cette édition se déroule le 29 juin 1996 devant 10 000 spectateurs.
Les groupes se produisant au festival sont : Slayer, Fear Factory, Type O Negative, Life of Agony, Downset, Madball, Gorefest, Morbid Angel et Hideous Sun Demons.
Édition 1995
Cette édition se déroule le 24 juin devant 4 500 spectateurs.
Les groupes se produisant au festival sont : Venom, Machine Head, Sick of It All, Benediction, Pro-Pain, My Dying Bride, Madball et Ancestral Sin
Édition 1994
Cette édition se déroule le 4 juillet 1994 devant 3 300 spectateurs.
Les groupes se produisant au festival sont : Gwar, Obituary, Sick of It All, Napalm Death, NOFX, Gorefest, Skintrade, Anathema et Omission.
Édition 1993
Cette édition se déroule le 3 juillet 1993 devant 3 700 spectateurs.
Les groupes se produisant au festival sont : Death, Bad Religion, Voivod, Toy Dolls, Deicide, Lawnmower Deth, Seventh Sign, The Gathering, Psychotic Waltz et Megakronkel.
Édition 1992
Cette édition se déroule le 4 juillet 1992 devant 3 300 spectateurs.
Les groupes se produisant au festival sont : Morbid Angel, Paradise Lost, Pestilence, Xentrix, Killer, Messiah et Dust Devil.
Édition 1991
Cette édition se déroule le 22 juin 1991 devant 3 000 spectateurs.
Les groupes se produisant au festival sont : Sepultura, Sacred Reich, Candlemass, Mucky Pup, Scat Opera, Heathen, Incursion Dementa, Skyclad et Glasnost.
Édition 1990
Cette édition se déroule le 11 août 1990 devant 1 500 spectateurs.
Les groupes se produisant au festival sont : Pigmeat, Kristi Rose and the Midnight Walkers, Tröckener Kecks, Bad To The Bone, Strawelte, Gringos Locos, Jewel et Reboelje.
Édition 1989
Cette édition se déroule le 8 juillet 1989 devant 1 500 spectateurs..
Les groupes se produisant au festival sont : Pigmeat, The Amp, Livin' Blues, Weekend at Waikiki, No Exqse, Fatal Flowers et Claw Boys Claw.
Édition 1988
Cette édition se déroule le 10 septembre 1988 devant 1 500 spectateurs.
Les groupes se produisant au festival sont : Doede Bleeker, Restless, Brimstone, De Dijk, Kobus gaat naar Appelscha, Claw Boys Clawet et The Nits.